# Monte Paschi Eroica 2010
De Strade Bianche (voorheen Monte Paschi Eroica) was de 4e editie van deze Italiaanse wielerkoers die op zaterdag 6 maart werd verreden over 190 km met vertrek in Gaiole in Chianti en aankomst in Siena. De wedstrijd maakte deel uit van de UCI Europe Tour 2010.

## Uitslag
| Strade Bianche 2010 |                      |                         |          |
| Plaats              | Naam                 | Ploeg                   | Tijd     |
| Winnaar             | Maksim Iglinski      | Astana                  | 4u49'48" |
| 2                   | Thomas Lövkvist      | Sky ProCycling          | + 1"     |
| 3                   | Michael Rogers       | Team HTC-High Road      | z.t.     |
| 4                   | Filippo Pozzato      | Katjoesja               | + 18"    |
| 5                   | Ryder Hesjedal       | Team Garmin-Transitions | + 19"    |
| 6                   | Francesco Ginanni    | Androni Giocattoli      | + 24"    |
| 7                   | Leonardo Bertagnolli | Androni Giocattoli      | + 43"    |
| 8                   | Juan Antonio Flecha  | Sky ProCycling          | z.t.     |
| 9                   | Enrico Gasparotto    | Astana                  | + 49"    |
| 10                  | Daniele Righi        | Lampre                  | z.t.     |
|                     |                      |                         |          |
| 14                  | Greg Van Avermaet    | Omega Pharma-Lotto      | + 1' 44" |
| 39                  | Martijn Maaskant     | Team Garmin-Transitions | + 6' 15" |

2007 · 2008 · 2009 · 2010 · 2011 · 2012 · 2013 · 2014 · 2015 · 2016 · 2017 · 2018 · 2019 · 2020 · 2021 · 2022 · 2023 · 2024 · 2025